# Scambopus
Scambopus es un género de plantas fanerógamas de la familia Brassicaceae. Comprende dos especies.

## Especies seleccionadas
| - Scambopus curvipes - Scambopus richardsii |

- Datos: Q9074926
- Especies: Scambopus